# Harry Dowd
Harold William „Harry“ Dowd (* 4. Juli 1938 in Manchester; † 7. April 2015) war ein englischer Fußballtorhüter. Er war Mitte der 1960er-Jahre zumeist die „Nummer 1“ bei Manchester City, das 1968 die englische Meisterschaft und ein Jahr später den FA Cup gewann. Dabei stand er 1969 in der Finalmannschaft, die Leicester City mit 1:0 besiegte, nachdem er zuvor zum Ligatitel verletzungsbedingt nur wenig hatte beitragen können und zumeist von Ken Mulhearn vertreten worden war.

## Sportlicher Werdegang
Dowd spielte zunächst rein auf Amateurbasis für den kleinen Klub ICI Blackley und ging seinem Beruf als Klempner nach. Diesen Job übte er auch weiter auf Teilzeitbasis aus, nachdem er sich im Juli 1960 der Profiabteilung von Manchester City angeschlossen hatte. Am 9. Dezember 1961 stand er erstmals bei einem Erstligaspiel für die „Citizens“ zwischen den Pfosten, wobei er als Vertreter des verletzten Bert Trautmann den Blackburn Rovers mit 1:4 unterlag. Während der folgenden Saison 1962/63 etablierte er sich immer mehr zur ersten Wahl, aber die Spielzeit endete für ihn enttäuschend mit dem Abstieg als Tabellenvorletzter.
Die Rückkehr in die englische Eliteklasse dauerte drei Jahre und Dowd trug zur Vizemeisterschaft in der zweiten Liga 1966 38 Einsätze bei. Zuvor hatte er am 8. Februar 1964 gegen den FC Bury Schlagzeilen gemacht, nachdem er sich in der Partie eine Verletzung zugezogen und danach als notdürftiger Mittelstürmer den Ausgleich zum 1:1 erzielt hatte. Als Manchester City zwei Jahre nach dem Aufstieg die englische Meisterschaft gewann, war es erneut eine Blessur, die Dowd beeinträchtigte. Dadurch verlor er seinen Platz an Ken Mulhearn und mit seinen gerade einmal sieben Partien hatte er sich nicht für den Erhalt einer offiziellen Medaille qualifiziert. Anschließend eroberte er sich seinen Stammplatz zurück und gehörte zu der Mannschaft, die im Finale des FA Cups Leicester City mit 1:0 besiegte.
Früh in der Saison 1969/70 kristallisierte sich dann der junge Joe Corrigan als sein dauerhafter Nachfolger heraus und im Oktober 1969 wurde er kurzzeitig an den Ligakonkurrenten Stoke City ausgeliehen, wo er als Ersatzmann von Gordon Banks zu drei Meisterschaftseinsätzen kam. Im Dezember 1970 verließ Dowd Manchester City nach insgesamt 219 Pflichtspielen, um seine Profikarriere bei Oldham Athletic bis 1974 ausklingen zu lassen. Dort gehörte er zu einem Team, dem 1971 zunächst der Aufstieg in die dritte und drei Jahre später in die zweite Liga gelang, bevor es ihn weiter zu Northwich Victoria zog.

## Titel/Auszeichnungen
- Englischer Pokal: 1969